# San José del Tulillo
San José del Tulillo är en ort i Mexiko.   Den ligger i kommunen Asientos och delstaten Aguascalientes, i den centrala delen av landet, 400 km nordväst om huvudstaden Mexico City. San José del Tulillo ligger 2 048 meter över havet och antalet invånare är 182.
Terrängen runt San José del Tulillo är platt åt sydväst, men åt nordost är den kuperad. Runt San José del Tulillo är det ganska glesbefolkat, med 47 invånare per kvadratkilometer. Närmaste större samhälle är Loreto, 17,4 km norr om San José del Tulillo. Trakten runt San José del Tulillo består till största delen av jordbruksmark.